# 足立区立第四中学校
足立区立第四中学校（あだちくりつ だいよんちゅうがっこう）は、東京都足立区梅島一丁目に所在する区立中学校。

## 概要
1947年（昭和22年）開校。通称は「足立四中」、区内では更に「四中」。荒川河川敷以北の旧千住地域（旧千住八千代町、旧千住高砂町、旧千住末広町、旧千住若松町、旧千住弥生町、旧千住栄町）を学区域とする（一部四中の学区域ではない地域がある）。学区内にある小学校は足立区立足立小学校と足立区立弥生小学校。
1950 - 1960年代は進学指導が盛んだった。当時の中学生は上野高校を経て東京大学へ進学するのが常道であった。その為、地元の親戚・勤務先へ子供の住所変更手続きをとり、学区外から越境通学してくる生徒がいた。当時中学校では50人学級が存在した状況で、1学年が19組で1000人近く存在するマンモス中学校になった事がある。また、1951年（昭和26年）7月5日に東京都では最も早い中学校夜間学級（夜間中学）の設置校である、現在、12都府県に36校（2021年4月現在）が設置されている。
足立区立の小中学校に学校選択制が導入されてからも学区外から越境通学する生徒もいる。

## 沿革
- 1947年4月1日 - 学校教育法の実施に伴って廃校になった足立区第二国民学校を授受し、設立。
- 1947年5月3日 - 新憲法発布を記念して開校。

## 交通
- 東武伊勢崎線：梅島駅より徒歩8分。
- 都営バス北47系統：弥生町停留所より徒歩3分、都立足立高校前停留所より徒歩2分

※なお、日光街道を挟んで足立高校が位置している。

## 著名な卒業生
- 北野大（科学者）
- ビートたけし（タレント）
- 田中好子（女優）
- 鴨下一郎（医師・衆議院議員）
- 成田文男（元プロ野球選手）
- 河内敏光（bjリーグコミッショナー）
- 平野耕太（漫画家）
- 伊藤真（弁護士、伊藤塾塾長）
- 田口智治（キーボーディスト、元C-C-B）